# Manuel de la Pinta Leal
Manuel de la Pinta Leal (Málaga, 1905 - Cádiz, 30 de septiembre de 1936) fue un político y médico forense español, alcalde de Cádiz durante la Segunda República.

## Biografía
Su padre era carabinero y fue destinado a la ciudad de Cádiz. Estudia en la Facultad de Medicina de Cádiz y obtiene el título de Medicina y Cirugía en el año 1927 con un brillante expediente. Fue profesor adjunto de la Facultad de Medicina de Cádiz y pasaba consulta en la calle San Pedro, 1 con el número de Colegiado 357. Aproximadamente en el año 1935 cursa oposiciones en Madrid para la cátedra de Médico Forense, obteniendo el número uno. Fue alcalde de Cádiz en dos períodos: 1933 a 1935 y del 20 de febrero de 1936 al 18 de julio del mismo año, fecha de la sublevación militar que dio lugar a la Guerra Civil.
Manuel de la Pinta volvía a Cádiz desde Madrid el 18 de julio, pese a los consejos de su familia, que le pedían que se quedase en la capital o que partiese inmediatamente para Tánger. Su tren fue detenido en Córdoba junto al resto de sus viajeros. Un falangista le identificó y pasó a formar parte de los numerosos detenidos. Dos meses y medio después fue fusilado (30 de septiembre de 1936), por defender la República. Sus padres y sus hermanas se enteraron por la prensa.
Recientemente ha sido nombrado Hijo Adoptivo (a título póstumo), nombramiento que recogió su sobrina Virtudes, al no poder asistir su madre por lo avanzado de su edad (92 años). También su imagen ha pasado a engrosar la galería de retratos de los Alcaldes que existe en el Ayuntamiento de Cádiz.